# Blanche Satchel
Blanche Satchel (1906-1961 ou 2004) est une showgirl, Ziegfeld Girl et mannequin australienne.

## Biographie
Blanch Sybil Schachtel est née à Sydney en Australie, le 30 septembre 1906. Elle est la fille de Montague Schachtel, commissaire-priseur et de Doris Polack, artiste lyrique connue comme Dorrie Melrose. Blanche apprend la danse avec Minnie Everett. Début 1916, elle apparait sur scène à Sydney.
Blanche et sa mère partent à Londres fin mai 1925 où elle se produit dans le chœur du Prince’s nightclub cabaret.
Fin août 1925, Satchel est engagée par Florenz Ziegfeld, Jr. pour ses spectacles annuels Ziegfeld Follies au New Amsterdam Theatre à New York. Ses employeurs londoniens ne sont pas disposés à la laisser partir et la menace de poursuites judiciaires. Satchel arrive aux États-Unis en septembre 1925 sur le SS George Washington (en),,.
Elle apparait comme showgirl dans Betsy en décembre 1926, et dans les Ziegfeld Follies en aout 1927. En août 1928, Blanche signe avec le concurrent de Flo, Earl Carroll, et apparait dans Earl Carroll Vanities en 1928, et dans Fioretta en février 1929. Elle revient chez Flo en juillet 1929, dans le chœur de la nouvelle comédie musicale de Ziegfeld, Show Girl, dans la comédie musicale de Broadway Simple Simon en février 1930,, dans Smiles en novembre 1930, et de nouveau dans les Ziegfeld Follies en 1931.
Elle apparait dans Glorifying the American Girl un film de 1929 qui raconte les spectacles de Ziegfeld.
Elle se retire de la scène au moment de son mariage en 1933.

## Iconographie
Blanche Satchel a été photographiée par Alfred Cheney Johnston qui a travaillé pour Florenz Ziegfeld pendant plus de 15 ans, prenant principalement des photographies publicitaires et promotionnelles des interprètes des Ziegfeld Follies. Les photos de nues, découvertes après la mort de Johnston, n'ont pas été publiés dans les années 1920.
Elle fait l'objet d'un certain nombre de peintures nues par Howard Chandler Christy, célèbre pour la Christy Girl, elle est connue pour avoir posé pour un portrait de Juliette qui a été présenté à la Fondation Shakespeare. Elle a également était modèle pour une série de peintures murales exposées dans un hôtel à Buffalo, New York. Christy l'a un jour décrite dans le tabloïd New York Evening Graphic, comme « la plus belle Titien-blonde du monde ».
En 1927, Satchel pose pour une publicité de cigarettes Lucky Strike avec les autres Ziegfeld Girls Murrell Finley, Myrna Darby et Jean Ackerman.

## Vie privée
Selon le magazine Time, elle aurait eu une liaison avec l'aviateur Charles Lindbergh qui dément, en 1928,. Il est probable qu'au début des années 1930, elle ai eu une courte romance avec un cubain Paul Mendoza.
Elle est la deuxième épouse du courtier millionnaire Max Bamberger. Ils se sont mariés à Greenwich, Connecticut le 20 juin 1933. Satchel obtient le divorce pour cruauté en septembre 1938.
Blanche épouse en secondes noces William B Yeager, un cadre du gouvernement américain, et peu de temps après, elle devient citoyenne américaine. Ils divorcent à la fin des années 1940.